# 桂洲水道
桂洲水道，位于中华人民共和国广东省佛山市顺德区与中山市之间，西起顺德区容桂街道细窖居委会以南，接鸡鸦水道，蜿蜒向东北，至中山市黄圃镇镇一村委会鲤鱼嘴右岸分出大魁河，水道干流至顺德区容桂街道高黎居委会东南端的眉蕉尾汇入洪奇沥水道。水道全长13千米，河面宽度130～2500米。桂洲水道是珠江三角洲航道网的支线航道，常年可航行500吨级船舶。是中山市主要航道之一。受潮汐影响，每天两次涨潮和两次落潮。桂洲水道两岸人口稠密，经济发达。